# Hejnice (district d'Ústí nad Orlicí)
Pour les articles homonymes, voir Hejnice.
Hejnice (en allemand : Heinitz) est une commune du district d'Ústí nad Orlicí, dans la région de Pardubice, en Tchéquie. Sa population s'élevait à 215 habitants en 2024.

## Géographie
Hejnice se trouve à 6 km au sud-ouest de Žamberk, à 10 km au nord d'Ústí nad Orlicí, à 45 km à l'est de Pardubice et à 141 km à l'est de Prague.
La commune est limitée par Česká Rybná au nord, par Dlouhoňovice et Písečná à l'est, par Žampach au sud, par České Libchavy au sud-ouest et par Sopotnice à l'ouest.

## Histoire
La première mention écrite de la localité date de 1544.

## Administration
La commune se compose deux sections :
- Hejnice
- Křížánky

## Galerie

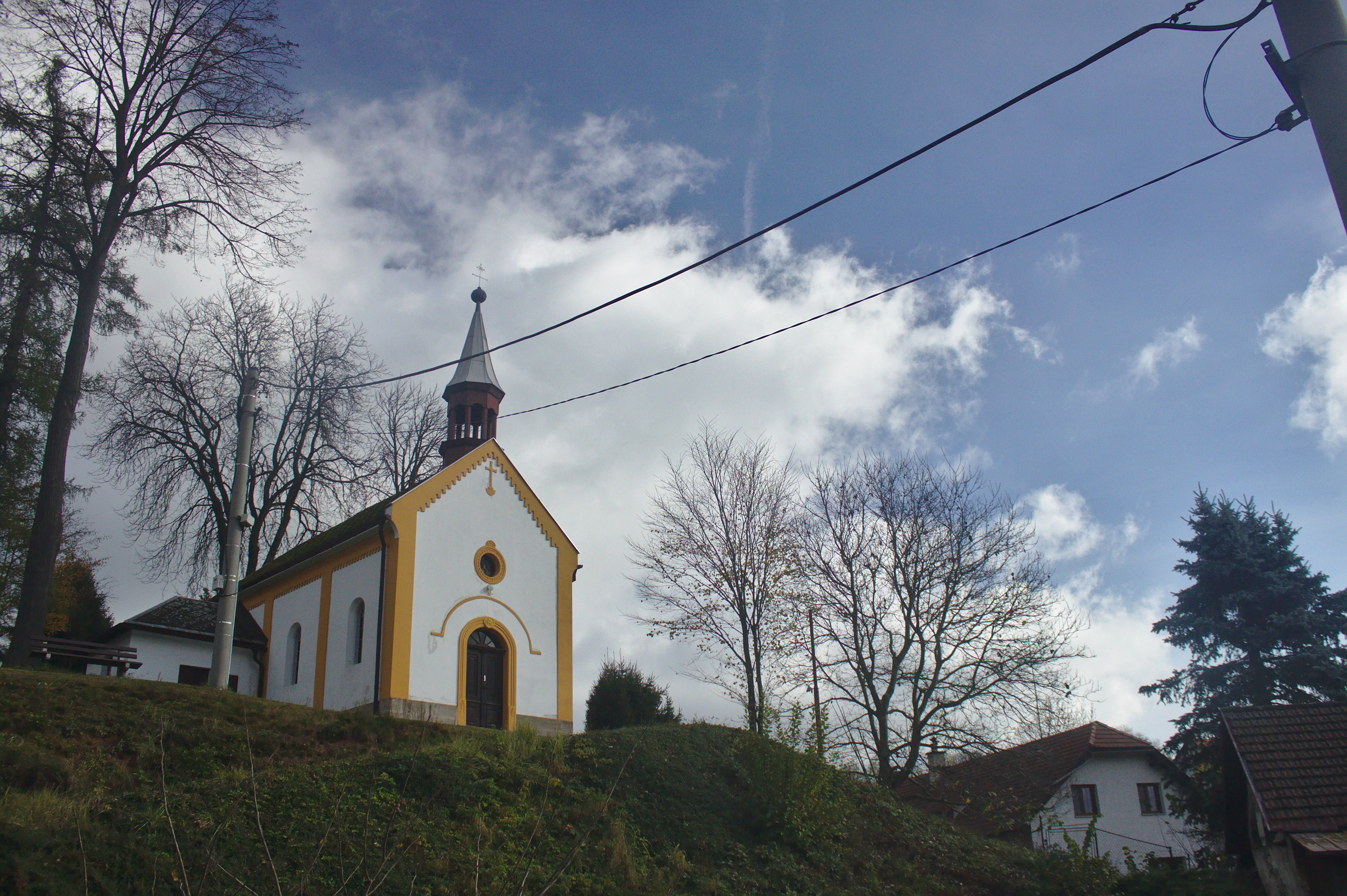
Chapelle à Hejnice.
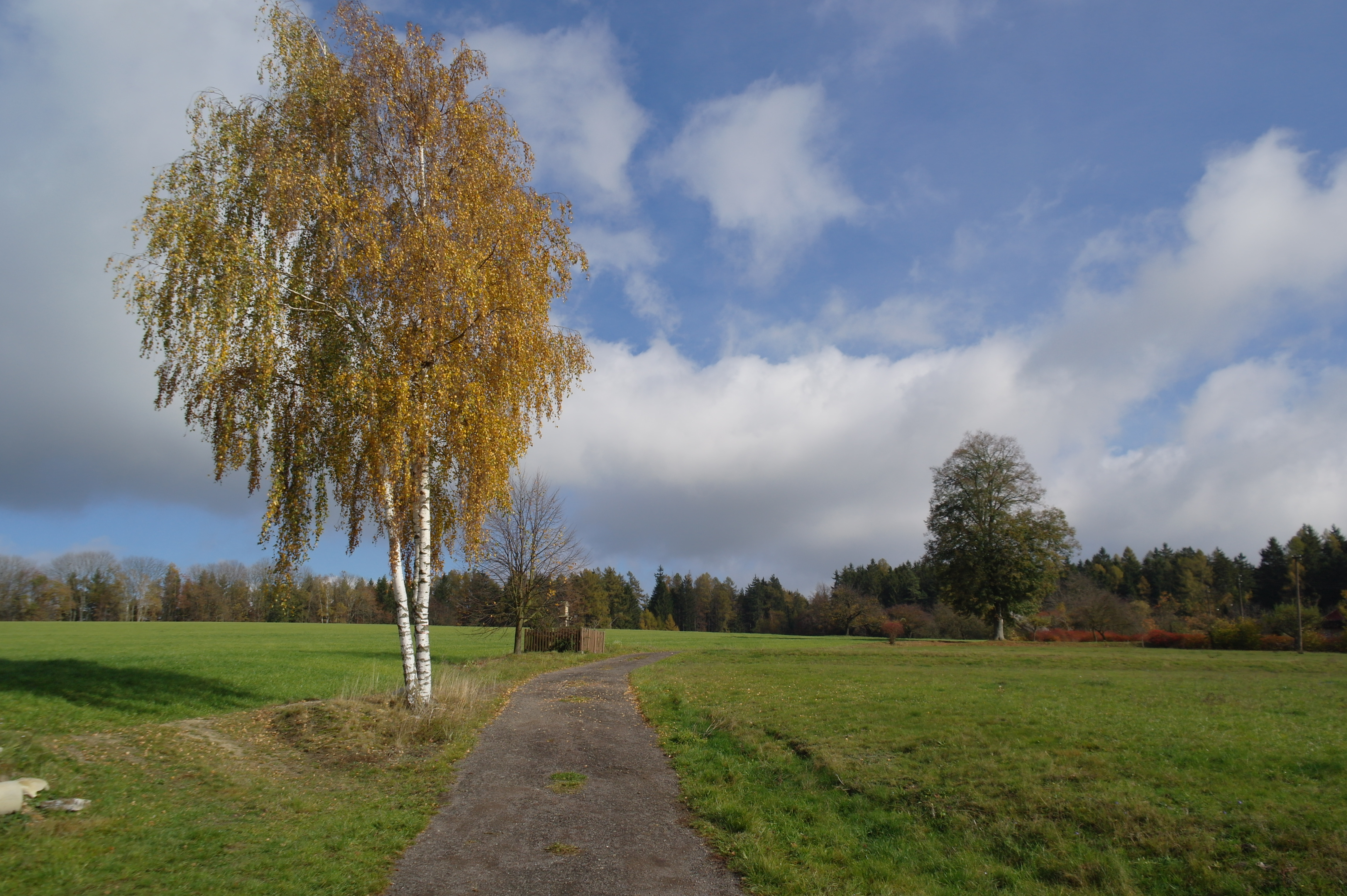
Campagne à Křižánky.

## Transports
Par la route, Hejnice se trouve à 7 km de Žamberk, à 11 km d'Ústí nad Orlicí, à 55 km de Pardubice et à 168 km de Prague. 